# فرگشت تک‌خطی
فرگشت تک‌خطی یا تکامل تک‌خطی (به انگلیسی: Unilineal evolution) که به آن فرگشت اجتماعی کلاسیک نیز گفته می‌شود، یک نظریه اجتماعی قرن نوزدهمی دربارهٔ تفرگشت اجتماعی و فرهنگ‌ها است. این نظریه متشکل از بسیاری از نظریه‌های رقیب توسط انسان‌شناسان و جامعه‌شناسان مختلف بود که معتقد بودند فرهنگ غربی اوج تکامل اجتماعی معاصر است. موقعیت اجتماعی مختلف در یک خط منفرد قرار گرفته‌است که از ابتدایی‌ترین به سوی متمدن‌ترین حرکت می ند. این نظریه در حال حاضر به‌طور کلی در محافل دانشگاهی منسوخ پنداشته می‌شود.